# Paracsikia sulphurea
Paracsikia sulphurea is een keversoort uit de familie kniptorren (Elateridae). De wetenschappelijke naam van de soort is voor het eerst geldig gepubliceerd in 2002 door Schimmel.